# Yanfeng International
Yanfeng International Automotive Technology Co. Ltd. (auch Yanfeng) ist ein global tätiger Automobilzulieferer. Das chinesische Unternehmen mit Sitz in Shanghai fertigt Produkte in den Bereichen Interieur, Sitze, Sicherheit, Elektronik und Exterieur. Außerdem entwickelt Yanfeng Leichtbautechnologien und Konzepte für sog. „intelligente Fahrgasträume“. 2020 erzielten 55.000 Beschäftigte einen Umsatz von 15,9 Milliarden US-Dollar. Laut der Fachzeitschrift Automotive News zählt Yanfeng zu den 20 größten Automobilzulieferern der Welt.

## Geschäftstätigkeit
Yanfeng International Automotive Technology ist ein global tätiger Automobilzulieferer. Das chinesische Unternehmen mit Sitz in Shanghai wurde 1936 gegründet. Es ist in 20 Ländern vertreten und ist weltweit an über 240 Standorten tätig. Das Unternehmen wird geleitet von Jia Jianxu (Chief Executive Officer), Wang Weizhong (Chief Commercial Officer), Lu Kai (Chief Operating Officer) und Ni Jiawen (Chief Technology Officer).

## Produkte
Yanfeng ist in den fünf Bereichen Interieur (Interiors), Sitze (Seating), passive Sicherheitssysteme (Safety), Cockpit-Elektronik (Electronics) und Exterieur (Exteriors) tätig. Das Unternehmen entwickelt, fertigt und liefert unter anderem die folgenden Produkte:
- Interieur: Cockpits, Mittelkonsolen, Türverkleidungen, Dekoelemente
- Sitze: komplette Sitze, Sitzmechanismen, Schäume und Bezüge
- Passive Sicherheitssysteme: Lenkräder, Airbags, Sicherheitsgurte
- Cockpit-Elektronik: Fahrinformationen, Kontrollsysteme, Infotainment
- Exterieur: Stoßstangen, Heckklappen aus Verbundmaterial, Karosserieverkleidungen

## Beteiligungen
Seit 2020 ist der Kfz-Innenausstatter Yanfeng Automotive Interiors eine hundertprozentige Tochtergesellschaft des Mutterkonzerns Yanfeng International. Zusammen mit dem Autositz-Hersteller Adient ist Yanfeng an den Joint Ventures Yanfeng Adient Seating und Adient Yanfeng Seating Mechanisms beteiligt.

## Kunden
Zu den Kunden von Yanfeng zählen große Automobilhersteller wie beispielsweise Audi, BMW, Mercedes-Benz Group und Land Rover.

## Standorte
Die über 240 Standorte von Yanfeng befinden sich in Europa, Südafrika, Nordamerika und im asiatisch-pazifischen Raum. In Osteuropa betreibt Yanfeng Werke in Serbien, Tschechien, Ungarn und der Slowakei. In Deutschland hat Yanfeng drei Standorte. In Neuss in Nordrhein-Westfalen befindet sich die Europazentrale. In Neustadt an der Donau in Bayern werden unter anderem Türverkleidungen gefertigt. Ein weiteres Werk befindet sich in Lüneburg in Niedersachsen.

## Forschung und Entwicklung
Yanfeng betreibt vier Innovationszentren mit insgesamt 150 Mitarbeitern in Shanghai (China), Holland/Michigan (heute in Novi/Michigan) und Sunnyvale/Kalifornien (USA) und Neuss (Deutschland). In den Innovationszentren beschäftigt man sich mit Konsumenten- und Marktforschung, Industriedesign und Nutzererfahrung. In Trenčín in der Slowakei hat Yanfeng ein Technologiezentrum und ein Prüflabor für Lebensdauertests sowie Werkstoff- und Materialprüfungen für automobile Innenraumkomponenten. Im Innovationszentrum in Neuss werden Leichtbautechnologien und Konzepte für intelligente Fahrgasträume (Smart Cabin) entwickelt. Im März 2021 stellte Yanfeng eine neue Mittelkonsole mit einer integrierten UV-Desinfektion vor. Die Entwicklung neuer Materialien sorgt für robustere Oberflächen im Innenraum.

## Konzeptfahrzeuge
Auf der Internationalen Automobil-Ausstellung 2015 in Frankfurt am Main stellte Yanfeng das Konzeptfahrzeug Innovation Demonstrator 2016 (ID16) vor. Drehbare Sitze und ausklappbare Tische ermöglichten im ID16 das Arbeiten, während das Fahrzeug autonom fährt. Die Studie Experience in Motion 2018 hatte einen serienreifen Meeting-Mode, bei dem der Fahrersitz ans hintere Ende des Innenraums fuhr und sich der Beifahrersitz um 180 Grad drehte. 2019 präsentierte Yanfeng mit Experience in Motion 2020 (XiM20) ein Modell für autonom fahrende Taxis. Das Konzeptfahrzeug XiM21 für einen SUV-Innenraum mit serienreifen Technologien wurde 2020 vorgestellt. Die klassischen Bedienelemente wie Schalter und Hebel wurden durch berührungsempfindliche Oberflächen ersetzt, die sich in der leuchtenden Armauflage befinden.

## Bedeutung
Zusammen mit Huayu Automotive Systems und Weichai Power zählt Yanfeng zu den bedeutenden Automobilzulieferern aus China. In einer Liste der größten Automobilzulieferer der Welt, die 2021 von der Fachzeitschrift Automotive News herausgegeben wurde, stand Yanfeng auf Rang 17.